# Per Lodenius
Per Lodenius (Estocolmo, 28 de febrero de 1966) es un maestro y político sueco.
Su abuelo y su padre también fueron políticos. Él forma parte del Parlamento Sueco desde 2006, y es un diputado perteneciente al partido Partido del Centro. Además pertenece como miembro adjunto a la Comisión de Asuntos de la Unión Europea.